# Europejskie Igrzyska Halowe w Lekkoatletyce 1966 – bieg na 60 m kobiet
Bieg na 60 metrów kobiet – jedna z konkurencji biegowych rozgrywanych podczas lekkoatletycznych europejskich igrzysk halowych w hali Westfalenhalle w Dortmundzie. Wszystkie biegi (jak zresztą całe igrzyska) zostały rozegrane 27 marca 1966. Zwyciężyła reprezentantka Węgier Margit Nemesházi.

## Rezultaty

### Eliminacje
Rozegrano 3 biegi eliminacyjne, do których przystąpiło 11 biegaczek. Awans do półfinału dawało zajęcie jednego z pierwszych dwóch miejsc w swoim biegu (Q). Skład półfinałów uzupełniły cztery zawodniczki z najlepszymi czasami wśród przegranych (q).
Opracowano na podstawie materiału źródłowego.
Bieg 1
| Miejsce | Zawodniczka           | Czas | Uwagi |
| ------- | --------------------- | ---- | ----- |
| 1       | Ulla-Britt Wieslander | 7,5  | Q     |
| 2       | Mary Rand             | 7,5  | Q     |
| 3       | Eva Lehocká           | 7,5  | q     |
| 4       | Oddrun Høkland        | 7,8  | q     |

Bieg 2
| Miejsce | Zawodniczka         | Czas | Uwagi |
| ------- | ------------------- | ---- | ----- |
| 1       | Galina Mitrochina   | 7,4  | Q     |
| 2       | Hannelore Trabert   | 7,5  | Q     |
| 3       | Gundula Diel        | 7,6  | q     |
| 4       | Therese Schueremans | 8,1  |       |

Bieg 3
| Miejsce | Zawodniczka        | Czas | Uwagi |
| ------- | ------------------ | ---- | ----- |
| 1       | Margit Nemesházi   | 7,3  | Q     |
| 2       | Ljiljana Petnjarić | 7,6  | Q     |
| 3       | Dorothee Sander    | 7,6  | q     |

### Półfinały
Rozegrano 2 biegi półfinałowe, w których wystartowało 10 biegaczek. Awans do finału dawało zajęcie jednego z dwóch pierwszych miejsc w swoim biegu (Q). Skład finału uzupełniły dwie zawodniczki z najlepszymi czasami wśród przegranych (q).
Opracowano na podstawie materiału źródłowego.
Bieg 1
| Miejsce | Zawodniczka        | Czas | Uwagi |
| ------- | ------------------ | ---- | ----- |
| 1       | Margit Nemesházi   | 7,2  | Q     |
| 2       | Mary Rand          | 7,4  | Q     |
| 3       | Dorothee Sander    | 7,4  | q     |
| 4       | Ljiljana Petnjarić | 7,4  | q     |
| –       | Eva Lehocká        | DNS  |       |

Bieg 2
| Miejsce | Zawodniczka           | Czas | Uwagi |
| ------- | --------------------- | ---- | ----- |
| 1       | Galina Mitrochina     | 7,3  | Q     |
| 2       | Hannelore Trabert     | 7,4  | Q     |
| 3       | Gundula Diel          | 7,5  |       |
| 4       | Ulla-Britt Wieslander | 7,5  |       |
| 5       | Oddrun Høkland        | 7,7  |       |

### Finał
Opracowano na podstawie materiału źródłowego.
| Miejsce | Zawodniczka        | Czas |
| ------- | ------------------ | ---- |
| 1       | Margit Nemesházi   | 7,3  |
| 2       | Galina Mitrochina  | 7,3  |
| 3       | Mary Rand          | 7,4  |
| 4       | Dorothee Sander    | 7,4  |
| 5       | Hannelore Trabert  | 7,5  |
| 6       | Ljiljana Petnjarić | 7,5  |